# Zsarolyán
Zsarolyán est un village de Hongrie situé dans le département de Szabolcs-Szatmár-Bereg, dans la région de la Grande Plaine septentrionale à l'extrême est du pays.
Zsarolyán est dans le district de Fehérgyarmat (la ville est à 7,5 km de Zsarolyán).
Zsarolyán est mentionné pour la première fois en 1380 sous le nom de Saralyan. En 1717, les Tatars brûlent le village.
Le village compte 388 habitants en 2008, et a une superficie de 6,39 km2.
Le code postal de Zsarolyán est 4961.

## Référence
1. ↑  (hu) portail statistique gouvernemental